# Ancylini
Ancylini es una tribu de pequeños moluscos gasterópodos pulmonados acuáticos de la familia Planorbidae. Esta tribu fue considerada dentro de Planorbidae de acuerdo con la Taxonomía de Gastropoda (Bouchet & Rocroi, 2005).

## Géneros
En Ancylini incluye
- Ancylus Müller, 1773 - type genus
- Pseudancylus
- Rhodacmaea Walker, 1917
- Rhodocephala
- Ferrissia Walker, 1903
- Burnupia Walker, 1912
- Gundlachia Pfeiffer, 1849
- Hebetoncylus Pilsbry, 1914
- Laevapex Walker, 1903
- Rhodacme Walker, 1917
- Simulator